# Joseph Schröter
Joseph Schröter (ur. 14 marca 1837, zm. 12 grudnia 1894) – niemiecki lekarz, botanik i mykolog.

## Życiorys
Niewiele wiadomo o dzieciństwie i młodości Josepha Schrötera, poza tym, że prawdopodobnie spędził te lata w Breslau (obecnie Wrocław) lub w jego pobliżu, ponieważ tam właśnie się kształcił. Podobnie niewiele wiadomo o jego krewnych i rodzinie. W 1855 r. Schröter postanowił studiować medycynę we Wrocławiu na Dolnym Śląsku, ale w 1856 r. przeniósł się do Akademii Friedricha-Wilhelma w Berlinie. W tym samym roku zaciągnął się do armii pruskiej, służąc jako lekarz w wojnie francusko-pruskiej. Pełnił to stanowisko do końca wojny, w 1871 r. Stacjonował w Spandau, a później w Rastatt. Za pracę lekarską, a także za różne inne zasługi, jakie wniósł do wojska (szczególnie podczas wojny francusko-pruskiej), Schröter został w 1880 r. awansowany do stopnia pułkownika. Następnie stacjonował w Breslau, gdzie dalej kształcił się. Jego kariera na uniwersytecie we Wrocławiu rozpoczęła się sześć lat później, w 1886 r., kiedy został mianowany wykładowcą. Przebywał na uniwersytecie przez kilka lat, a w 1890 r. uzyskał tytuł  profesora. Zmarł w 1894 r. po powrocie z wyprawy naukowej do Turcji.

## Publikacje
- Schröter, J. (1874), Melampsorella, eine neue Uredineen-Gattung, Hedwigia 13: 81-85.
- Schröter, J. (1874), Über Peronospora violacea Berk. und einige verwandte Arten, Hedwigia 13 (12): 177-184.
- Schröter, J. (1875), Über einige Amerikanische Uredineen, Hedwigia 14: 161-172.
- Schröter, J. (1890), Pilze Serbiens I, Hedwigia 29: 49-64.
- Schröter, J. (1889), Pilze. In Cohn, F. [ed.], Kryptogamen-Flora von Schlesien 3 (1): [ii-iv], 1-814, [v-vi]. Germany, Breslau; J.U. Kern’s Verlag.
- Schröter, J. (1894), Pilze. In Cohn, F. [ed.], Kryptogamen-Flora von Schlesien 3 (3): 257-384. Breslau; J.U. Kern.
- Schröter, J. (1897), Pilze. In Cohn, F. [ed.], Kryptogamen-Flora von Schlesien 3 (4): 385-500. Breslau; J.U. Kern.
- Schröter, J. (1908), Pilze. In Cohn, F. [ed.], Kryptogamen-Flora von Schlesien 3 (2): [ii-iii], 1-570. Germany, Breslau; J.U. Kern’s Verlag[3].

Opisał nowe taksony roślin i grzybów. W ich nazwach naukowych dodawany jest cytat taksonomiczny J. Schröt.